# 邁里賈
31°33′N 2°57′W / 31.550°N 2.950°W

邁里賈（阿拉伯语：‎），是阿爾及利亞的城鎮，位於該國西部貝沙爾省，由凱納德薩區負責管轄，面積2,270平方公里，海拔高度782米，2008年人口592，人口密度每平方公里0.3人。